# Пілес (Валенсія)
Пілес (валенс. Piles, ісп. Piles) — муніципалітет в Іспанії, у складі автономної спільноти Валенсія, у провінції Валенсія. Населення — 2842 особи (2010).

## Географія
Муніципалітет розташований на відстані близько 350 км на південний схід від Мадрида, 65 км на південь від Валенсії.

## Демографія
Динаміка населення (INE ):

## Галерея зображень

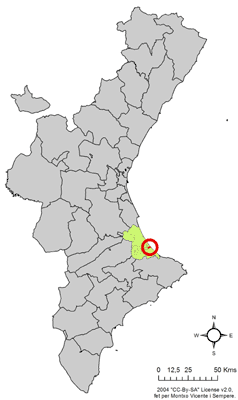
Розташування муніципалітету Пілес у автономній спільноті Валенсія
- Розташування муніципалітету Пілес у комарці Сафор